# Domenico Bellizzi
Domenico Bellizzi, pseudonim artystyczny: Vorea Ujko (ur. 1918, zm. w styczniu 1989) – włoski duchowny i poeta narodowości arboreskiej. Zaliczany do najpopularniejszych poetów swojej narodowości.

## Życiorys
Pełnił posługę duszpasterską we Frascineto, nauczał także literatury współczesnej w Firmo. Zmarł w styczniu 1989 w wyniku wypadku samochodowego.

## Poezje[1]
- Zgjimet e gjakut (1971)
- Kosovë (1973)
- Mote moderne (1976)
- Ankt (1978)
- Stinët e mia (1980)
- Këngë arbëreshe (1982)
- Burimi (1985)
- Hapma derën, zonja mëmë (1990)